# Arènes de Palavas-les-Flots
Les arènes El Cordobés, construites en dur en  1966, sont les arènes de la commune de Palavas-les-Flots, située dans le département de l'Hérault.
Elles peuvent contenir 4 700 personnes selon l'étude de Jean-Baptiste Maudet, ou 4 500 personnes selon les chiffres du site torofiesta.

## Présentation
Mais bien avant leur inauguration en 1966, elles existaient déjà à l'état  d'arènes en bois  où se déroulaient des corridas formelles avec picador et estocade, et des courses camarguaises. De tradition essentiellement camarguaise, ces arènes ont, dès les années 1950, adopté les courses de taureaux à l'espagnole, puis les corridas de rejón. 
Mais elles gardent toute la tradition camarguaise pendant la feria de la mer, avec abrivado, et bandido. En même temps, elles font une large part à la tradition andalouse en hommage au matador de toros El Cordobés dont elles portent le nom, avec, outre les corridas et corridas de rejón, des soirées flamenco.
Hors feria les arènes donnent aussi des concerts , avec entre autres, les  Gipsy Kings
Les arènes El Cordobés sont la propriété de la ville de Palavas.